# Slawobulgarische Geschichte

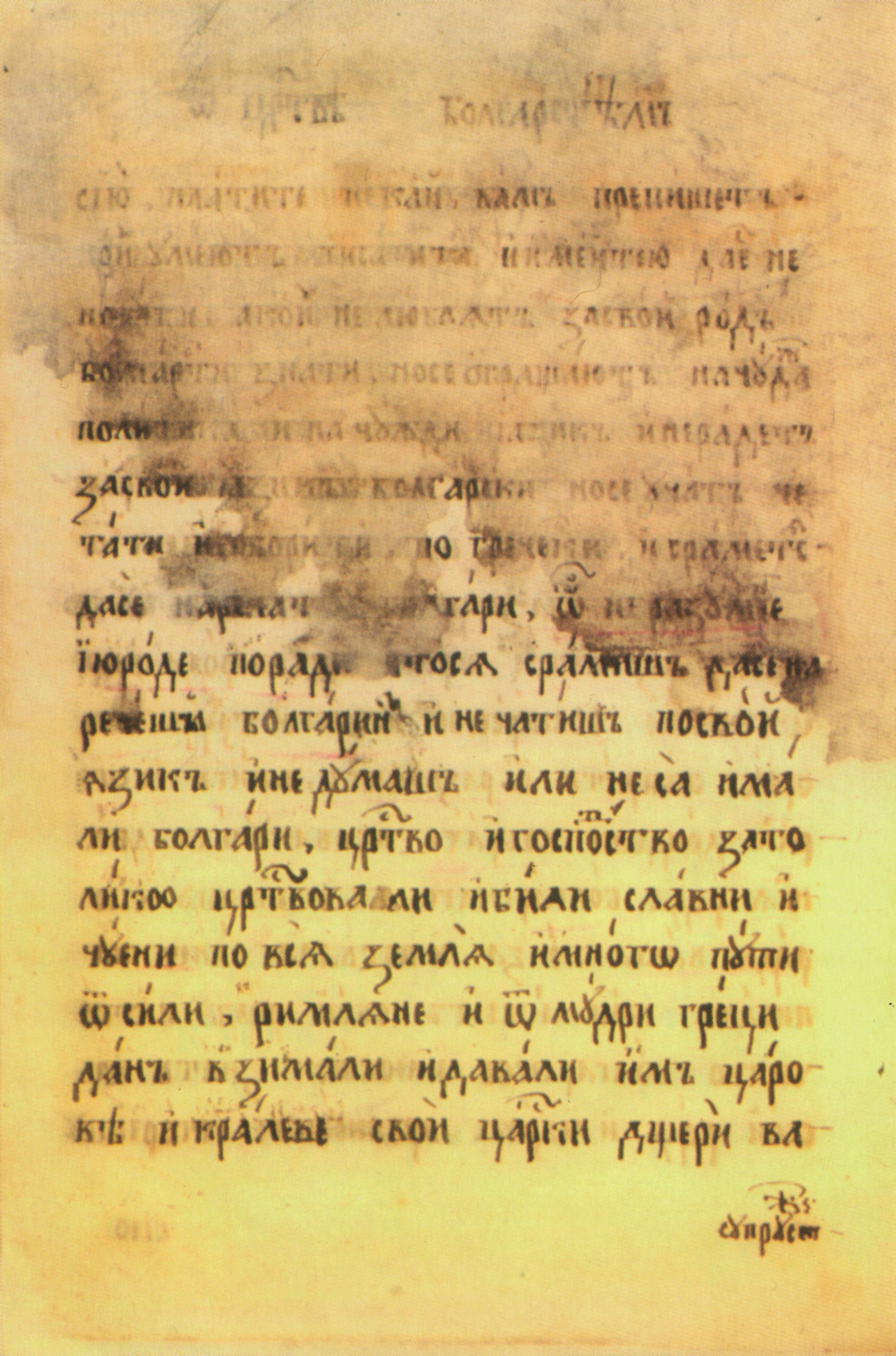
Seite der Slawobulgarischen Geschichte

Die Slawobulgarische Geschichte ist ein frühes handgeschriebenes Werk aus dem Jahr 1762, das die Geschichte Bulgariens beschreibt. Sie gilt, neben der rund hundert Jahre zuvor von Petar Bogdan verfasste Geschichte Bulgariens, als Beginn der bulgarischen Geschichtsschreibung im Kontext der Aufklärung.

## Abfassung und Bedeutung des Werks
Das Werk wurde 1760 bis 1762 handschriftlich von dem Athos-Mönch Paissi (auch Paisij) im Kloster Chilendar abgefasst und am 19. Juni 1762 im Sographos-Kloster fertiggestellt. Er bezog sich dabei auf ältere kirchliche Quellen, die er in der Klosterbibliothek vorfand.
Damit schaffte er das erste nationale Geschichtswerk Bulgariens, das zwar noch auf einer mittelalterlichen Geschichtsvorstellung beruhte, doch Bulgariens Nation in dem Mittelpunkt rückte und näher an das westlich gelegene übrige Europa band. 
Gewiss wurde die bulgarische Geschichte von vielen bulgarischen Autoren bereits vor den 1760er Jahren beiläufig erwähnt, aber sie war vor der Fertigstellung der Slawobulgarischen Geschichte noch nie einziger Gegenstand einer separaten Studie und Abhandlung.
In der heutigen Forschung markiert die Slawobulgarische Geschichte den Beginn der bulgarischen Wiedergeburt, obwohl die Chancen dieser Wiederbelebung auch nach dem Friede von Karlowitz und dem Ende der Geschäftsführung des Köprülü-Wesirs offensichtlich sind.

## Ähnliche Werke
Ende 2017 wurde in der Modena-Bibliothek zudem das lange gesuchte Manuskript eines früheren kirchlichen Geschichtswerks bulgarischer Länder und des bulgarischen Volkes aus dem Jahr 1666 entdeckt, das jedoch außerhalb des Kontextes des historischen Prozesses in bulgarischen Ländern isoliert bleibt. Natürlich wurde die bulgarische Geschichte von vielen bulgarischen Autoren bereits vor den 1760er Jahren beiläufig erwähnt (Blasius Kleiner), aber sie war noch nie  einziger Gegenstand einer separaten Studie und Abhandlung. 
1761 kam eine andere bulgarische Geschichte eines Autors (Blasius Kleiner) aus Siebenbürgen heraus.